# Diga del Sella
La diga del Sella è una diga a gravità situata in Svizzera, nel canton Ticino, vicino al passo del San Gottardo.

## Descrizione
Inaugurata nel 1947, ha un'altezza di 36 metri e il coronamento è lungo 334 metri. Il volume della diga è di 74.000 metri cubi.
Il lago creato dallo sbarramento, il lago del Sella, ha un volume massimo di 9,2 milioni di metri cubi, una lunghezza di 1,4 km e un'altitudine massima di 2256 m s.l.m. Lo sfioratore ha una capacità di 34 metri cubi al secondo.
Le acque del lago vengono sfruttate dall'azienda ALPIQ.